# Teleutaea ussuriensis
Teleutaea ussuriensis là một loài tò vò trong họ Ichneumonidae.